# Trattato sulla natura umana
Il Trattato sulla natura umana  è un saggio del filosofo scozzese David Hume, pubblicato originariamente in forma anonima in tre libri: i primi due nel 1739, il terzo nel 1740. Questa prima opera di Hume viene considerata la più completa e importante di questo pensatore. Il suo titolo completo in italiano è "Trattato sulla natura umana: Un tentativo di introdurre il metodo del ragionamento sperimentale nelle materie morali". Contiene i seguenti libri:
- Libro 1: Sull'intelletto - Una trattazione onnicomprensiva dell'origine delle nostre idee e di come esse debbano essere distinte. Importanti affermazioni sullo scetticismo.
- Libro 2: Sulle passioni - Sulle emozioni e il libero arbitrio.
- Libro 3: Sulla morale - L'esposizione delle idee morali, giustizia, obbligazioni, benevolenza.

## Contesto

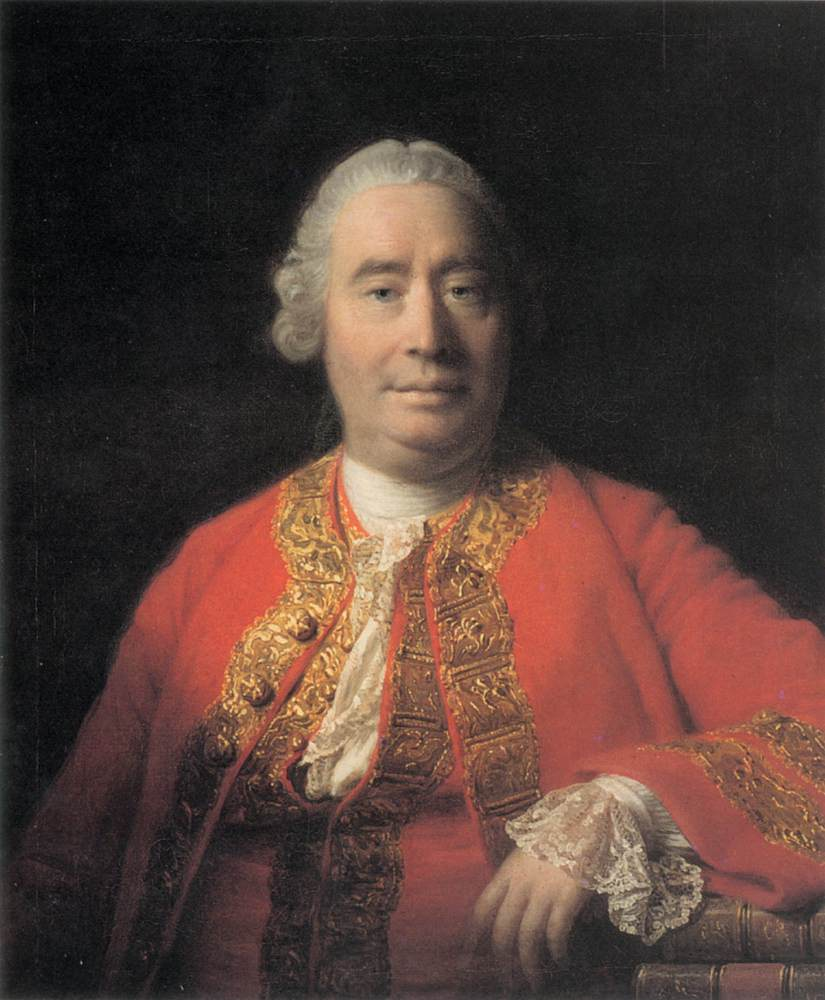
David Hume.

Hume scrisse in Francia all'età di ventisei anni il suo Trattato sulla natura umana che non fu apprezzato dai lettori inglesi tanto che Hume stesso riconobbe l'insuccesso dell'opera dichiarando che il libro «era nato morto sin dalla stampa».
Hume si proponeva di vedere se il Trattato avesse avuto successo e, in tal caso, di completarlo con libri dedicati alla morale, politica, e critica. Prima della Introduzione infatti Hume inserì una  "Inserzione," o avvertenza dove si diceva: 
 Il mio piano del presente lavoro è sufficientemente spiegato nella Introduzione. Il lettore deve solo osservare, che tutte le materie che mi ero proposto di svolgervi, non sono trattate in questi due volumi. Le materie del comprendere e delle passioni costituiscono in sé una completa catena di ragionamento; ed io intendevo approfittare di questa divisione naturale, per saggiare il gusto del pubblico. Se ho la buona fortuna di avere successo, procederò all'esame della morale, politica, e critica; che completeranno questo Trattato della natura umana. 
Il che non avvenne e l'opera rimase incompleta.
Convinto che il Trattato avesse avuto problemi di stile piuttosto che di contenuto, egli rielaborò parte del materiale per un uso più popolare in Ricerca sull'intelletto umano (1748), ma neppure quest'opera si dimostrò di notevole successo, benché fosse stata apprezzata più del Trattato. Successivamente Hume "scrisse daccapo" il Libro 3 del Trattato come Una ricerca concernente i principi della morale (1751), dichiarando che fosse "di tutti i miei scritti, storici, filosofici, o letterari, incomparabilmente il migliore".

## Contenuto

### Libro I: Sull'Intelletto
Questo libro è una trattazione onnicomprensiva dall'origine delle nostre idee a come esse debbano essere divise. Include importanti affermazioni dello scetticismo e del metodo sperimentale di Hume. La Parte 1 tratta della natura delle idee. La Parte 2 tratta delle idee di spazio e tempo. La Parte 3 tratta di conoscenza e probabilità. La Parte 4 tratta dello Scetticismo e di altri sistemi filosofici, inclusa una discussione dell'anima e dell'identità personale.

#### La natura delle idee
In questa prima Parte, dapprima David Hume divide tutte le percezioni in idee ed impressioni. 

##### Impressioni e idee
Nella nostra mente esistono due tipi di rappresentazione della realtà:
- l'impressione, che si origina dalle sensazioni ma è caratterizzata da un'immediatezza ed un'intensità maggiore rispetto alla semplice percezione sensibile. L'impressione cioè racchiude caratteristiche emotive ed irrazionali che la sensazione in sé non ha.
- il ricordo di queste impressioni genera quindi le idee caratterizzate da assenza di emotività e da una più complessa elaborazione di quel fenomeno che ci ha "impressionato". L'idea è la tranquilla sedimentazione razionale depositata nel "sistema-memoria" dell'impressione.

La differenza tra impressioni ed idee quindi 
Quando per esempio alla mia vista si presenta un limone, il mio apparato sensibile lo coglie nella vivacità (caratteristica questa che mi convince psicologicamente della sua esistenza) delle sue qualità sensibili (colore, forma, odore); quando mi allontano da esso, in assenza della percezione presente continuo in qualche modo ad averne una risonanza: lo percepisco in modo sfocato rispetto alla impressione precedente; questa situazione indica per Hume l'esistenza dell'idea, come ricordo sbiadito di una vivace impressione non più attuale.
Non è impossibile inoltre che in particolari circostanze che impressioni ed idee possano confondersi (è il caso di ciò che si può sperimentare nei sogni, o nella follia).

##### Impressioni e idee semplici o complesse
Hume distingue le impressioni e quindi le idee che ne derivano in semplici o complesse: 
- impressioni semplici sono quelle percezioni che si riferiscono ad un aspetto semplice ed immediato dell'oggetto reale. Nell'esempio del limone le impressioni semplici sono quelle riferibili alle singole qualità del limone;
- impressioni complesse sono quelle formate dall'elaborazione e unione di quelle semplici. Da qui nasce nell'esempio citato l'idea complessa del limone che unisce le idee semplici del colore giallo, della sua forma ovale, del suo profumo e del sapore della sua polpa.

Esistono infine due tipi di idee: quelle secondarie (idee che sono immagini di altre idee), e quelle primarie (idee che sono immagini di impressioni).

#### Le idee di spazio e tempo
In questa seconda Parte, Hume dapprima argomenta che le nostre idee ed impressioni di spazio e tempo non sono infinitamente divisibili, uno degli argomenti è che la capacità della mente è limitata pertanto non può percepire un oggetto con un infinito numero di parti, quindi non può essere infinitamente divisibile, lo stesso per le impressioni e la prova è che se qualcuno muove un pezzo di carta con una macchia di inchiostro su di esso finché esso scompare, l'attimo prima, esso rappresenta la più piccola indivisibile impressione.
Poi Hume sostiene che lo spazio ed il tempo stessi non sono infinitamente divisibili, e l'argomento è che se il tempo fosse infinitamente divisibile ci potrebbero essere due momenti coesistenti che è contro la definizione di tempo, ci deve essere una parte di tempo indivisibile, e dal concetto di movimento lo stesso può essere detto dello spazio.
Come Hume mostrò in precedenza, nessuna idea semplice può venire prima di una impressione semplice, ed applicando ciò allo spazio, quale impressione può causare l'idea di spazio?
Deve essere un'idea esterna secondo Hume (diversamente da Kant che dice che l'idea di spazio è data a priori), ma i sensi ci trasmettono solo punti colorati e raggi di luce, quindi l'idea di estensione non è altro che la copia di questi punti colorati e la maniera delle loro apparenze.
L'idea di tempo è derivata dalla successione di due forme di percezione, idee ed impressioni (di nuovo diversamente da Kant che considerava lo spazio ed il tempo condizioni di esperienza e non derivate dall'esperienza ma date a priori), l'argomento per ciò è che noi sentiamo lo scorrere del tempo differentemente se le nostre idee ed impressioni fluiscono nella mente differentemente.
Un altro argomento per ciò è che le parti di tempo non possono mai coesistere sicché un oggetto immutabile in quanto contiene solo impressioni coesistenti non ci può mai dare la nozione di tempo, pertanto il tempo deve essere derivato da oggetti mutevoli, e non può mai essere separato dalla successione di essi.
Hume poi sostiene che il tempo non può essere derivato da un oggetto immutabile pertanto non può essere applicato ad un tale oggetto, il resto di tale parte è la risposta alle obiezioni alla posizione di Hume circa lo spazio ed il tempo.

### Libro II: Sulle passioni
Nel secondo dei tre libri del Trattato sulla natura umana (1739–1740) Hume assegna un'importanza centrale per definire la vita dell'uomo al tema delle passioni nelle quali ritiene che vi sia «meccanismo regolare», conoscibile scientificamente «non meno delle leggi del moto, dell'ottica, dell'idrostatica o di qualsiasi branca della filosofia naturale»
Dall'analisi naturalistica delle passioni egli ne ricava la falsità della visione tradizionale dell'uomo unico essere razionale che con la sua capacità di controllare e mettere al suo servizio le spinte emozionali si rende simile a Dio. In realtà l'uomo, come gli animali,  è essenzialmente preda delle passioni e la sua ragione, offuscata dai dubbi, non è in grado di conseguire la conoscenza neppure delle realtà naturali più semplici come l'esistenza di un mondo oggettivo estraneo alla soggettività, la capacità di cogliere il rapporto di causalità tra le cose, la propria autocoscienza.
Non la ragione ma le passioni invece offrono all'uomo certezze come quelle di essere sicuro della sua coscienza personale, e di come il suo carattere, determinato naturalisticamente, sia alla base della causalità del suo comportamento
Contrariamente all'opinione diffusa, risalente a Platone, che cioè la ragione sia superiore alle passioni e in grado di dominarle, per Hume in realtà nessuna condotta umana può essere compresa dalla ragione che è capace solo di stabilire semplicemente delle relazioni tra le idee e mai dettare quale debba essere il comportamento umano. Anzi, afferma Hume, «la ragione è, e deve essere, schiava delle passioni»
Contro la concezione cristiana e la filosofia di Hobbes che giudicavano negativamente una vita dominata dalle passioni Hume è convinto che tra gli uomini sia fondamentale per la loro razionalità quello che egli chiama "il principio di trasmissione della simpatia", intendendo come essi siano immersi in un continuo interscambio tra di loro di emozioni e sentimenti che li influenzano profondamente.
Dalla simpatia nascono le quattro passioni fondamentali: l'orgoglio, l'umiltà, l'amore e l'odio. Ad esempio nel caso dell'orgoglio, che pure è strettamente connesso a motivazioni egoistiche e autocelebranti, questo sentimento può nascere e avere senso solo se ci si rapporta empaticamente con gli altri.
L'orgoglio, più dell'umiltà, che reprime gli aspetti piacevoli di questa passione, può essere fonte di effetti positivi come una certa benevolenza nei confronti del prossimo, il rafforzamento della propria autostima fondata sul sicuro possesso doti naturali e sul sereno riconoscimento del proprio carattere.

### Libro III: Sulla Morale
Questo libro è una trattazione di idee morali, giustizia, obbligazioni, benevolenza. La Parte 1 si occupa di virtù e vizio in generale. La Parte 2 si occupa di giustizia. La Parte 3 si occupa di altre virtù, come la benevolenza.

#### Parte I: Su virtù e vizio
Secondo Hume, vizio e virtù non possono essere spiegati in termini di conformità o non conformità alla ragione, come sosteneva la tradizione classica. La ragione, infatti, è un principio inattivo in sé stesso e non è responsabile di finalità ultime. D'altra parte, attraverso la ragione, gli uomini possono scoprire ciò che è vero e falso e non ciò che è giusto e sbagliato. Pertanto, la distinzione tra bene e male morale non può essere fatta dalla ragione. La moralità, secondo Hume, non è suscettibile di dimostrazione, giacché essa dipende dai desideri e dalle percezioni degli uomini, che sono soggettivi. Ciò che distingue una virtù da un vizio è l'impressione che essa genera. Se l'impressione è gradevole, allora è una virtù; se è sgradevole, allora è un vizio. Segue che, nella filosofia morale di Hume, non c'è posto per standard eterni e immutevoli in moralità.

#### Parte II: Sulla giustizia
L'essere naturale e innaturale si applica sia a vizi che a virtù. Infatti, non tutti i tipi di virtù sono naturali. La giustizia, per esempio, non è una virtù naturale. La giustizia emerge dalle circostanze e dalle necessità dell'umanità. Le regole di giustizia sono artificiali e sono costituite da educazione e convenzione umana. Fornendo unione di forze, divisione del lavoro, mutuo soccorso, la società risulta essere vantaggiosa. Gli uomini diventano consapevoli dei vantaggi della società anche in relazione alla conservazione dei loro beni e stipulano una convenzione. Quando questa convenzione ha preso forza, i concetti di giustizia/ingiustizia - proprietà/diritti/obbligazioni iniziano a prendere consistenza.
L'origine della giustizia è strettamente connessa con la proprietà. Segue che la giustizia non deriva da interessi pubblici, giacché non è un immediato interesse per gli esseri umani; la giustizia non è fondata sulla ragione, ma sulle impressioni degli uomini, causati da artificio. Infatti, un singolo atto di giustizia è contrario all'interesse pubblico e privato, se preso singolarmente, ma lo schema è complessivamente benefico sia per la società che per l'individuo. 
L'idea di virtù è spesso associata a giustizia e l'idea di vizio a ingiustizia (Platone, Aristotele ecc.). Inizialmente, gli uomini sono indotti a seguire la giustizia per ragioni di interesse privato. La simpatia per l'interesse pubblico è la fonte dell'approvazione morale. La stima pubblica per la giustizia accresce la nostra stessa stima verso di essa.

#### Parte II, Sezione II: Sulla regola della proprietà
Perché beni particolari sono assegnati a persone particolari? Il criterio stabilità-utilità non è buono abbastanza, come potrebbe essere sostenuto da più di una persona allo stesso tempo. Tale principio poggia sulla credenza che ognuno continui a godere ciò di cui egli è al momento possessore. Ma, nel lungo andare, ogni ingiustizia sarebbe autorizzata e ricompensata. Questo criterio può andare bene per una società per ottenere stabilità, ma dopo di ciò, altre circostanze dovrebbero essere prese in considerazione: 
1. L'occupazione coincide con il primo possesso e, come è stato mostrato, è decisamente controverso nel lungo termine
2. Lungo possesso, quando il tempo dà titolo di proprietà di un oggetto
3. Accessorietà, quando oggetti sono legati in maniera intima con altri oggetti che sono già nella proprietà di qualcuno e sono inferiori ad essi (come: frutti dell'albero, ma non pesci del mare)
4. Successione, che è un diritto naturale: il possesso degli uomini dovrebbe passare a quelli che sono più vicini ad essi.

#### Parte II, Sezione III: Trasferimento della proprietà mediante consenso
Talvolta, Le suddette regole non risolvono tutti gli inconvenienti che derivano dal possesso. Possesso e proprietà dovrebbero sempre rimanere stabili eccetto quando il possessore acconsenta a trasferire parte della sua proprietà ad un'altra persona. Lo scambio e il commercio di beni è basato su questa assunzione.

#### Parte II, Sezione IV: Delle obbligazioni di promessa
La regola della morale non è naturale. Infatti, una promessa non sarebbe intelligibile e non avrebbe obbligazione morale prima che la convenzione umana non l'avesse stabilita. Una promessa non genera naturalmente un'obbligazione. L'obbligazione è lì solo quando è stabilita da convenzione (come la giustizia). Le promesse sono invenzioni umane che sono fondate sulla necessità ed interesse della società. L'interesse proprio è il primo motivo dietro l'adempimento della promessa.

#### Parte II, Sezione V: Alcune altre riflessioni su giustizia e ingiustizia
Ci sono tre leggi di giustizia fondamentali:
1. stabilità del possesso
2. trasferimento mediante consenso
3. adempimento di promesse

La società è assolutamente necessaria per gli uomini e queste tre leggi sono necessarie per il mantenimento della società, ma esse sono artificiali e create dagli uomini.
Ci sono degli argomenti a sostegno di questa affermazione.
- La giustizia è definita come la costante e perpetua volontà di dare a ognuno ciò che gli è dovuto.

Ciò presuppone che il diritto di proprietà sia antecedente alla giustizia, ma questa è un'opinione fallace. In realtà, la proprietà non è una qualità dell'oggetto, ma è la relazione dell'oggetto con un essere umano razionale. È la relazione esterna dell'oggetto che determina la proprietà. Il concetto di giustizia è connesso con il concetto di proprietà.
- Diritti, obbligazioni e proprietà non ammettono gradazioni (o tutto o niente).

Giustizia e ingiustizia non sono suscettibili di grado, pertanto essi non sono naturalmente virtuosi o viziosi.
- La maggior parte delle volte la mente è determinata da motivi attuali, non da regole generali.

Inoltre, la distinzione tra giustizia e ingiustizia poggia su due differenti fondamenta:
interesse proprio, giacché è impossibile vivere in società senza regole;
moralità, l'interesse è comune all'umanità intera e tutti gli uomini ricevono piacere da cose che sono in accordo con la giustizia. Il senso dell'onore e del dovere sono altri artifici che derivano da questa relazione.

#### Parte II, Sezione VI: Sull'origine del governo
Gli uomini sono governati dal loro proprio interesse e tendono a dare vantaggio al loro particolare interesse rispetto al bene comune. Il rimedio a questa situazione dovrebbe procedere dal consenso degli uomini. Ma, poiché gli uomini non possono cambiare la loro natura, la soluzione dovrebbe essere cercata nelle circostanze. La giustizia dovrebbe diventare l'interesse più vicino almeno per poche persone, che avrebbero un diretto interesse nell'esecuzione della giustizia. Re, magistrati, governanti, in una parola, il governo è il rimedio.
Grazie al governo, gli uomini possono provare la mutua assistenza che fornisce la società. Sono costruiti ponti, porti, strade. Anche se sono oltre l'immediato interesse di ogni uomo, presi singolarmente, essi sono per il bene comune.

#### Parte II, Sezione VII: Sulla fonte dell'obbedienza
Il governo è un'invenzione molto vantaggiosa, in quanto esso sorveglia sulla implementazione delle tre leggi. Quando gli uomini capiscono il vantaggio di avere un governo, essi si radunano insieme, scelgono i loro magistrati e promettono loro obbedienza. Tuttavia, l'atto di promettere obbedienza è qualcosa che è accaduto all'inizio ed è la fonte originale della prima obbligazione verso il governo. Ma dopo di ciò, l'obbligazione verso il governo è basato sull'interesse proprio, in particolare: a) preservare pace e ordine nella società e b) preservare mutua confidenza e fiducia nei doveri della vita. I doveri civili si distaccano dalle promesse ed acquisiscono un'autorità indipendente. L'obbligazione morale di sottomettersi al governo non è basata sul consenso. In realtà, il governo ha autorità anche su coloro che non hanno mai dato il loro consenso a ciò. Segue che l'obbligazione morale deriva dal fatto che ognuno si sottometta alla sua autorità. La promessa può decisamente rinforzare l'obbligazione di obbedienza, ma non è la fonte dell'autorità.

#### Parte II, Sezione VIII: Delle misure di obbedienza
La teoria del contratto sociale intese stabilire un principio nobile: la sottomissione al governo ammette eccezioni e la tirannia - che è contraria al consenso - è sufficiente a liberare l'individuo da tutti i tipi di obbedienza.
Secondo questa teoria, gli uomini sono in origine in uno stato di libertà e decidono di rinunciare alle loro libertà in cambio di protezione e sicurezza e quando questa condizione non è soddisfatta, essi sono liberi di rompere il loro contratto. Il concetto è che chiunque abbia acquisito autorità sulle persone debba produrre qualche vantaggio per loro, altrimenti ci si deve aspettare dall'individuo che l'obbedienza sia presto o tardi ritirata. 
Hume sostiene che la conclusione è giusta, ma il principio in sé è errato. Utilizzando differenti premesse, Hume tenterà di raggiungere la stessa conclusione e fornire un'alternativa alla teoria tradizionale del contratto sociale. Sulla base delle sue assunzioni, l'obbligazione non deriva dalle premesse, ma dai motivi che hanno spronato gli uomini a concludere l'accordo, cioè, il loro interesse personale in sicurezza e protezione. L'obbligazione verso il governo cessa quando l'interesse cessa. 
Pertanto, l'obbedienza all'autorità non deve essere passiva: il governo è un'invenzione dell'uomo per il suo proprio interesse e per l'interesse della società. Quando il governante rimuove l'interesse, egli rimuove anche l'obbligazione naturale di obbedienza. Segue che gli uomini possono legalmente resistere al governo senza commettere ingiustizia.

#### Parte II, Sezione IX: Dell'oggetto dell'obbedienza
La dottrina della resistenza dovrebbe essere applicata solo in pochissimi casi e quando i vantaggi di sovvertire un governo prevalgono sugli svantaggi. Ciò deve essere una eccezione alla regola normale, che detta che al governo si deve obbedienza. 
Cosa rende un governo legittimo dipende dalla fonte dell'autorità:
- lungo possesso, che dà autorità a quasi tutti i governi della terra;
- possesso attuale, fintantoché esso preservi pace e interesse pubblico;
- conquista, si veda sopra;
- successione, quando il monarca muore e i suoi eredi giungono al trono;
- leggi positive, quando il possessore dell'autorità è determinato dal diritto positivo (legge fondamentale).

#### Parte II, Sezione X: Leggi delle nazioni
Quando furono costituiti i governi civili, sorse un nuovo insieme di doveri tra i paesi confinanti, cioè, le leggi delle nazioni.
Le tre regole fondamentali di giustizia (stabilità di possesso, adempimento di promesse e trasferimento di possesso mediante consenso) sono valide per ogni uomo, inclusi re e governanti, ma il loro sistema morale è più libero che per gli individui. Esso ha la stessa estensione, ma non la stessa forza. Infatti, può essere rotto in caso ciò si rivelasse un beneficio per il regno. L'interesse a mantenere le leggi di giustizia non è così forte come per gli individui, pertanto anche l'obbligazione morale sarà più debole.

#### Parte II, Sezione XI: Su castità e modestia
La differenza in forza ma non in estensione tra l'obbligazione di re ed individui è spiegata dal seguente esempio: castità e modestia sono caratteristiche gradevoli sia per gli uomini che per le donne, ma sono più convenienti per le donne, giacché il loro interesse è maggiore di quello degli uomini. L'obbligazione morale delle donne è più forte di quella degli uomini.